# Time (servizio)
Time è un servizio Internet che implementa l'omonimo protocollo definito dall'RFC 868. In genere implementato dal demone inetd, il servizio è in ascolto sia tramite TCP che su UDP sulla porta 37. Il servizio restituisce un intero a 32 bit corrispondente al numero di secondi trascorsi da mezzanotte del primo gennaio 1900. 